# 온라인 음악 서비스
온라인 음악 서비스는 크게 두 종류로 나눌 수 있는데, 하나는 다운로드 서비스이고, 다른 하나는 스트리밍 서비스이다. 다운로드 서비스는 곡당 지불하는 방식과 40곡, 120곡 등 여러 음원을 할인된 가격으로 구매하는 방식이고,스트리밍 서비스는 월정액을 지불하고 해당 기간 동안 MOD(Music On Demand) 방식으로 음악을 감상할 수 있는 서비스이다. 최근에는 다운로드 서비스와 스트리밍 서비스가 결합된 형태의 복합상품을 통해 컴퓨터와 MP3 플레이어, 휴대폰 등으로 일정 기간 동안 사용자들이 음악을 감상할 수 있다.

## 같이 보기
- 음악 산업